# Ágora romana de Delfos
El Ágora romana era un  ágora o mercado en Delfos, Grecia. Estaba situada fuera de los muros del santuario de Apolo, frente a la puerta principal de la zona. Fue el primer emplazamiento de la región a lo largo de la llamada Vía Sagrada.

## Descripción

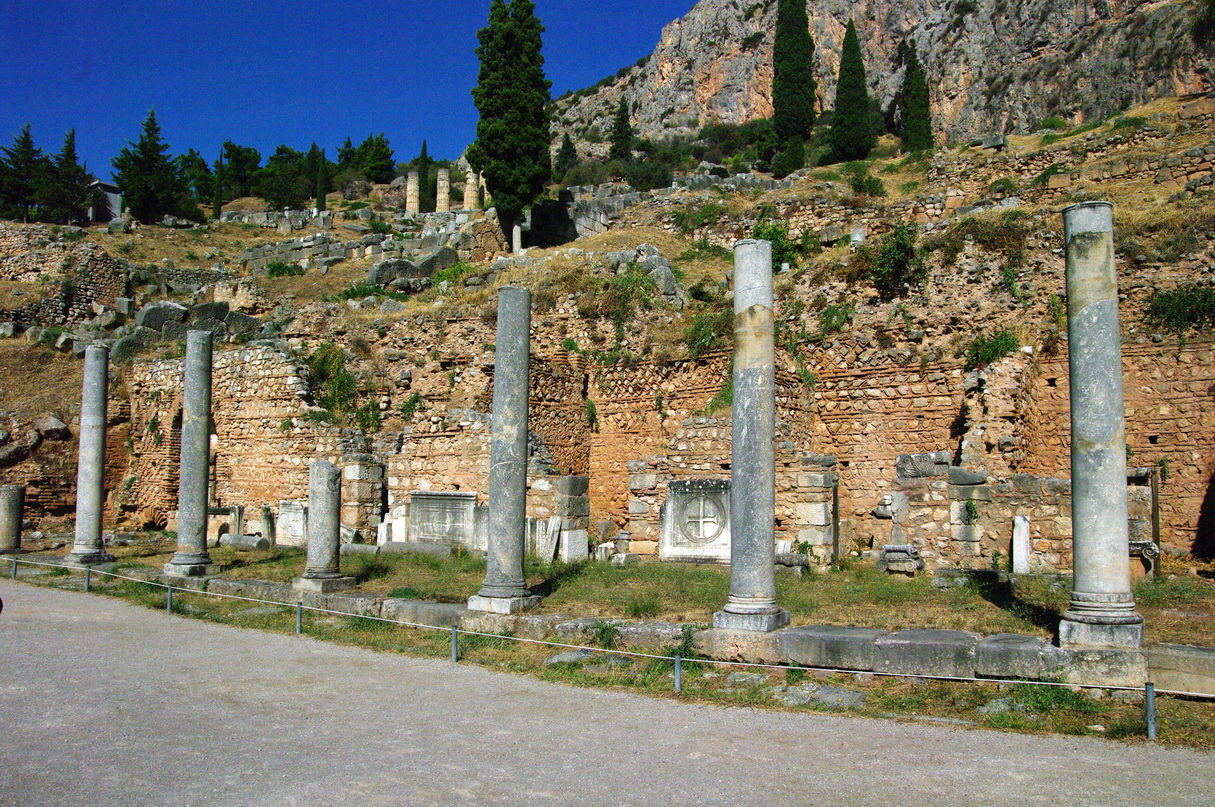
Ruinas del pórtico con columnas del ágora romana.

El primer conjunto de restos que el visitante ve al entrar en el yacimiento arqueológico de Delfos es el ágora romana, que se encontraba justo fuera de los períbolos, o muros del recinto, del santuario de Apolo en Delfos. El ágora romana se construyó entre el santuario y la Fuente  Castalia, a unos 500 metros de distancia. Esta gran plaza rectangular pavimentada solía estar rodeada por pórticos de tipo jónico en sus tres lados.
El Ágora fue construida en época romana como puesto comercial, ya que todos los visitantes de la zona pasaban por ella. Posiblemente sustituyó a la anterior ágora griega del siglo IV a. C. Los lados noreste, sureste y noroeste del Ágora tenían salas con columnas. Algunas de las columnas del pórtico noroeste han sido restauradas.
Probablemente se estableció un mercado abierto, donde los visitantes compraban exvotos, como estatuillas y pequeños trípodes, para dejarlos como ofrendas a los dioses. También sirvió como área de reunión para las procesiones durante las fiestas sagradas.
Durante el imperio, se erigieron aquí estatuas del emperador y de otros benefactores notables, como demuestran los pedestales que aún se conservan. A finales de la Antigüedad también se crearon talleres de artesanos dentro del ágora.
Durante el periodo cristiano, se construyó una iglesia en el lugar, utilizando partes de los edificios del ágora. Muchas de las piedras llevan cruces grabadas. Incluso hoy en día, la carretera que lleva al yacimiento arqueológico pasa por el ágora.